# 16647 Robbydesmet
16647 Robbydesmet este un asteroid din centura principală de asteroizi.

## Descriere
16647 Robbydesmet este un asteroid din centura principală de asteroizi. A fost descoperit pe 17 septembrie 1993 la Observatorul La Silla de Eric Walter Elst. Asteroidul prezintă o orbită caracterizată de o semiaxă mare de 2,37 ua, o excentricitate de 0,05 și o înclinație de 4,5° în raport cu ecliptica.